# Parma (Gattung)
Parma ist eine Gattung der Riffbarsche (Pomacentridae). Sie ist eng mit dem Garibaldi-Fisch (Hypsypops rubicundus) der kalifornischen Küste verwandt.

## Verbreitung
Die Fische leben in Felsenriffen der kühlen Gewässern im Süden Australiens, Tasmaniens, des nördlichen Neuseeland, der Lord-Howe-Insel, der Norfolkinsel und Neu-Kaledoniens, wo sie sich vom Algenaufwuchs ernähren.

## Aussehen
Es sind hochrückige, 15 bis 29 Zentimeter lange, meist einfarbig dunkle Fische. Ihre Flossen tragen von der Basis bis zur Mitte Schuppen, ein Merkmal, das bei den Riffbarschen einmalig ist. Die Jungfische haben eine von den adulten Fischen abweichende, wesentlich buntere Färbung.

## Arten

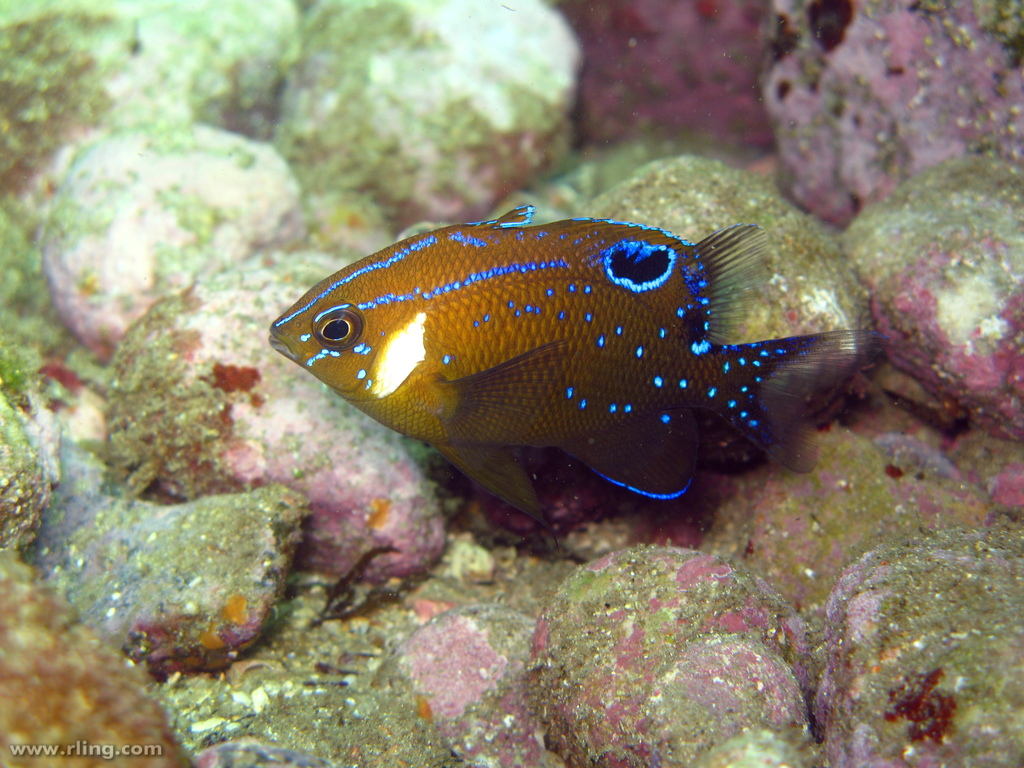
Parma microlepis, juvenil

- Parma alboscapularis Allen & Hoese, 1975
- Parma bicolor Allen & Larson, 1979
- Parma kermadecensis Allen, 1987
- Parma mccullochi Whitley, 1929
- Parma microlepis Günther, 1862
- Parma occidentalis Allen & Hoese, 1975
- Parma oligolepis Whitley, 1929
- Parma polylepis Günther, 1862
- Parma unifasciata (Steindachner, 1867)
- Parma victoriae (Günther, 1863)

Parma-Arten erreichen ein für Fische sehr hohes Alter. Untersuchungen der Ohrensteine männlicher Exemplare ergaben ein Alter von 150 Jahren. In tropische Gewässern lebende Riffbarsche erreichen ein durchschnittliches Alter von 10 Jahren.